# Xyris correlliorum
Xyris correlliorum là một loài thực vật hạt kín trong họ Hoàng đầu. Loài này được E.L.Bridges & Orzell mô tả khoa học đầu tiên năm 2003.